# Tigrisoma
Tigrisoma es un género de aves pelecaniforme de la familia Ardeidae conocidas vulgarmente como hocós. Son propias de la Región Neotropical.

## Especies
Se conocen tres especies de Tigrisoma:
- Tigrisoma mexicanum - hocó cuellinudo
- Tigrisoma fasciatum - hocó oscuro
- Tigrisoma lineatum - hocó colorado